# Тростянецький район (Вінницька область)
Тростяне́цький райо́н — колишній район Вінницької області. Центр — смт Тростянець. Населення району становить 51 444 осіб (01.01.2018).
Тростянецький район, як адміністративну одиницю, утворено в 1923 році, в 1962 році реорганізовано, а в 1965 році знову відновлено. В 1957 році село Тростянець було перейменоване в селище міського типу (станом на 01.01.2007 р. його площа становить 1127 га, населення 7,86 тис.чол.).
У районі 1 селищна і 17 сільських рад; 1 селище міського типу і 36 сільських населених пунктів.

## Географія
Станом на 01.01.2007 року територія Тростянецького району становить 856 км², що становить 3,3 відсотки загальної площі Вінницької області. Протяжність з півночі на південь становить 42,9 км, а зі сходу на захід 30,5 км. Тростянеччина межує на півночі з Гайсинським, на сході з Теплицьким, на півдні з Бершадським та Чечельницьким, на заході з Тульчинським і Крижопільським районами.

### Географія міст та сіл
На південному сході району, на берегах річки Берладинка розташоване мальовниче село Ободівка з населенням 3,26 тис. чол., другий за смт Тростянець населений пункт за промисловим потенціалом, рекреаційна зона району. Село існувало вже в XVI ст. під назвою Бодівка. За радянської влади теж мало статус районного центру. В селі розміщена низка підприємств, установ, організацій. До складу Ободівської сільської ради входить с. Бережанка (колишня Татарівка), якому в цьому році виповнилось 500 років. В с. Ободівка на межі з Бершадським районом в сосновому лісі поблизу ставків розташовані оздоровчі табори для дітей «Сосновий бір» та «Колос».
Найпівденніші села району — Торканівка і Дубівка, назва першого з яких також говорить про часті набіги татар. Цікава історія й інших населених пунктів району, приміром Гордіївки (зруйнованого в 1334 р городища «Арарат»), де є чимало курганів; Тростянчика (колись Костянтингорода), де виявлено Трипільське поселення І пол. ІІІ тис. до н. е., кургани XIX—XVIII ст. до н. е., поселення VII—VI ст.. до н. е., ранньослов'яське поселення ІІІ- IV ст. н. е.; Олександрівки (колись Славгорода, потім Вербецького).
Важливим населеним пунктом в історії становлення Тростянецького району є с. Капустяни, розташоване на західних межах району. На півночі району розташований Ладижин — місто обласного підпорядкування та с. Оляниця; на сході крайніми в географічному відношенні є села Скибинці, Глибочок, розташовані на березі річки Південний Буг.

### Фізична географія
Район розташований в межах Подільського плато у південно-східній частині Вінницької області, на заході центральної частини України. Унікальність географічного положення регіону визначається як природнокліматичними умовами правобережної лісостепової зони України, так і відносно рівновіддаленістю від її головних промислово-економічних і торгових центрів.
У геоморфологічному відношенні район розміщений у межах північно-західної частини південного Побужжя, в основі якого лежить Український кристалічний щит, у межах Подільської височини (максимальна висота 284 м над рівнем моря — на території Капустянської сільської ради). Рельєф району носить водно-ерозійний характер. Ґрунти переважно темно-сірі та сірі опідзолені, глибожилуваті, важко- та середньосуглинкові.
Водна мережа на території району представлена річкою Південний Буг з його притоками Сільницею, Тростянцем, Бережанкою, Собом та рядом інших водостоків,— всього 11 річок, які течуть по долинах, балках і ярах. Найбільша річка області і району протікає в північно-східній частині Тростянеччини біля сіл Четвертинівка, Скибинці, Глибочок, Митківка, Тростянчик, на якій побудована і функціонує Глибочанська ГЕС. В надрах землі є певний запас мінеральних вод. На території району нараховується 69 ставків, водне дзеркало яких становить 845 га.
Корисні копалини: граніт, глина, пісок. В районі працюють кар'єри: глиняні в Тростянчику, Гордіївці, Савинцях, Ободівці, Ілляшівці, піщані та гранітні відповідно в Ладижині, Летківці та Губнику, Четвертинівці.

### Клімат
Клімат помірно континентальний з вологою нестійкою зимою і теплим літом. Середньорічні температури: літня — +22˚С, зимова — −4,5˚С. Річна кількість опадів — 500 мм. Середня протяжність без морозного періоду 165—175 днів. Рельєф території і кліматичні умови сприяють розвитку сільського господарства та інших галузей господарського комплексу.

### Заповідний фонд
Лісові площі становлять 15 684,95 га, де переважають мішані ліси. На території району існує 25 об'єктів природно-заповідного фонду, в тому числі загальнодержавного — 3 («Гайдамацька Балка» на території Цибулівської сільської ради, землекористувач Ободівське державне лісомисливське господарство; Верхівський парк на території Верхівської сільської ради, землекористувач Верхівський сільськогосподарський технікум; Ободівський парк на території Ободівської сільської ради, землекористувач Ободівська школа-інтернат), заказників місцевого значення — 4, пам'яток природи місцевого значення — 12, заповідних урочищ — 6.

## Історія
Дані археологічних розкопок підтверджують, що вперше територію району заселяли племена в період неоліту (8-4 тис. років до н. е.). Пізніше тут з'являються поселення трипільської культури (3 тис. років до н. е.), поселення Черняхівської культури (урочище Дубина, 3-4 ст. до н. е.), поселення ранньослов'янської культури — 3 км на північний захід від селища (5-6 ст. до н. е.).
Черепки глиняного посуду знайдено при розкопках поселення ХІІ століття на «Половичі». Характерною рисою цього періоду був перехід до відтворюючих форм господарства -землеробства та скотарства. Пізніше в цих місцях селились племена уличів, чия територія проживання межувала з диким Полем.
Наші предки вирощували пшеницю, ячмінь, просо. Земля оброблялась кістяною сохою. Тягловою силою були бики. Високою була і культура.
Після татарського нашестя наш край обезлюднів, пізніше знову став заселятись.
Перша документальна згадка про Тростянець датується 1598 роком. За переказами, стародавнє поселення існувало і раніше, лежало на південний захід від сучасного, але його пограбували і спалили дощенту. Згодом люди осіли на теперішньому місці, в долині річки Тростянець. Новому поселенню спочатку дали назву Адамгород, але згодом повернули стару назву, очевидно від слів «Тростина», «трясовина», бо місцевість у долині була заболочена, густо вкрита очеретом. Через село пролягав відомий Шпаків тракт, що сполучав північно-західні райони України з узбережжям Чорного моря. 29 разів цією дорогою робили набіги на Тростянець загони турків і татар; — жителі поселення рятувались від них у катакомбах.
У першій половині XVII ст. Тростянець багато разів переходив від одного власника до іншого (магнатів Вишневецьких, Потоцьких, Сабанських) мешканці його були кріпаками. Поміщицький гніт призводив до втечі кріпаків з маєтку, чимало з них брали участь у визвольній війні українського народу проти польської шляхти (1648—1654 рр.).
Неподалік містечка відбувались запеклі бої. 22-23 травня 1652 року під Батогом (нині с. Четвертинівка) українські козаки під проводом гетьмана Богдана Хмельницького розгромили 30-тисячне військо польської шляхти, очолюване коронним гетьманом Речі Посполитої Мартином Калиновським. 1649 року Тростянець увійшов до складу Брацлавського полку; за Андрусівським перемир'ям він залишився за Польщею і увійшов до складу Російської імперії аж 1793 року.
З 1797 року, згідно з новим адміністративним поділом, містечко увійшло до Брацлавського повіту Подільської губернії. З 90-х років XVIII ст. в містечку діяли два винокурні заводи, один з яких в 1864 році було переобладнано для виробництва спирту з меляси. 1834 р. став до ладу цукровий завод Потоцького, пізніше збудували млин, олійню, крупорушку. У 1840 році Тростянець з навколишніми селами, які становили родовий маєток графа Потоцького, було закладено в Петербурзьку опікунську раду.
1884 року до містечка від залізничної станції Демківка провели залізничну колію. Були в Тростянці друкарня та палітурна майстерня.
Наприкінці XIX століття в Тростянці (з передмістями Витягайлівкою та Качурівкою) мешкало 3338 православних, 78 католиків, 3 сектанти-розкольники, 1573 євреї — всього 5052 чол. Тут було волосне управління, поштово-телеграфна контора. Функціонували міська лікарня та лікарня при цукровому заводі. Діяли дві церковно-парафіяльні школи, двокласне училище при цукровому заводі та три єврейські молитовні школи. При училищі відкрили бібліотеку.
Радянську владу в Тростянці вперше встановлено в січні 1918 року, а відновлено в травні 1920 року.
З усією гостротою постало питання відбудови народного господарства, соціально-культурного будівництва. Уже 1924 року в Тростянці було дві початкові та 7-річна трудова школи, дитячий будинок, школа ліквідації неписьменності. Відкрили бібліотеку, клуб та самодіяльний театр, а також громадську їдальню, дитячий майданчик та дитячі ясла.
У травні 1928 року мешканці передмістя Качурівки організували сільськогосподарську артіль «Свій труд». У жовтні 1929 року в містечку було організовано сільськогосподарську артіль (колгосп) «Комінтерн». 1934 року за рішенням загальних зборів громадян села був організований колгосп, який отримав назву «Політвідділ». 1935 року колгосп «Комінтерн» був поділений на господарства ім. Комінтерну та ім. Паризької Комуни. Розвитку колгоспного руху сприяло створення 1930 року машинно-тракторної станції (МТС). Уже 1940 року колгоспники збирали з гектара по 16-18 цнт зернових,, 190—230 цнт цукрових буряків, 12 цнт соняшнику.
У 1921-22 роках починає працювати спиртовий завод, залізнична станція. Цукровий завод тоді було демонтовано, на його базі створено механічні майстерні, а на землях — радгосп. З 1930 року в Тростянці діяла авторемонтна майстерня, з 1934 р. — майстерня з ремонту тракторів і сільгоспмашин. Діяли також маслозавод, промкомбінат, дві електростанції. 1935 року відкрито середню школу, де навчалося 650 учнів, працювали заводський та районний клуби, бібліотека з книжковим фондом 6 тис. примірників.
Страшним лихом для жителів району був голод 1932—1933 років, не обминули район сталінські репресії.
Особливо трагічною сторінкою історії були роки Великої Вітчизняної війни. 25-28 липня 1941 року район окупували фашистські війська, а 13-14 березня 1944 року частини 27-ї армії 2-го Українського фронту визволили район. Майже 20 тисяч тростянчан воювали на фронтах війни, понад 5 тисяч з них — загинули, багатьох нагороджено орденами і медалями, 6 стали Героями Радянського Союзу: Мазур Трифон Григорович з с. Савинці, Могильчак Іван Лазарович з с. Демидівка, Надутий Михайло Іванович з с. Цибулівка, Наконечний Анатолійович Гаврилович з м. Ладижин, Смовзюк Леонтій Семенович з с. Скибинці, Сокур Петро Трохимович з с. Демківка; 1 — повним кавалером орденів Слави (Грубий Тимофій Омелянович з с. Савинці).
В повоєнні роки в райцентрі та селах району не лише відновлювались старі, зруйновані підприємства, але й збудовано цілий ряд підприємств, об'єктів соціально-культурного та житлово-комунального призначення, багато зроблено щодо розвитку інфраструктури та благоустрою населених пунктів.
1962 року розпочалася реконструкція спиртового заводу, створено новий цех хлібопекарських дріжджів. Швидкими темпами зростали й інші підприємства. Тростянецький маслозавод 1970 року давав продукції у 20 разів більше, ніж 1950 року. Автобаза перетворилась на потужне підприємство «Союззаготтранс». 1965 року завершилось спорудження Тростянецького м'ясокомбінату — другого в області за потужністю підприємства з переробки м'яса.
В лютому 1951 року малочисельна артіль «Політвідділ» була приєднана до сільгоспартілі «Паризька комуна», а 1957 року з приєднанням до них артілі «Комінтерн» було утворено колективне господарство «Україна».
За післявоєнні роки введено в дію універмаг і ряд інших великих магазинів та закладів громадського харчування, будинок побуту, приміщення рай друкарні та редакції районної газети, районного управління юстиції, райсанепідемстанції, станції по боротьбі із захворюваннями тварин, райвузла зв'язку, ряд адміністративних споруд: районної і селищної рад, суду і прокуратури, райвідділу внутрішніх справ, райвійськкомату, райвно, першої та другої черги центральної районної лікарні. Введено в експлуатацію новий ринок, школу № 2, добудову до школи № 1, три дитячих садки, автовокзал, стадіон зі спортивним комплексом «Колос», ряд відомчих спортзалів, парк «Пам'ять».
Реконструйовано, збудовано виробничі бази райагробуду, МШПМК-51, райшляхрембуддільниці, транспортної контори і ПМК облспоживспілки, міжрайбази, нафтобази, АТП 10538, хлібоприймального підприємства, райсількомунгоспу і комбінату комунальних підприємств, цеху «Вторчермет», комбікормового заводу, райагрохіму, райагротехсервісу, райагромашу, управління з експлуатації газового господарства, районного підприємства електромереж, паливного складу.
Введено в експлуатацію чимало житла, багато зроблено щодо розвитку інфраструктури міста — шляхового сполучення, мереж водопостачання і газифікації, енергопостачання, радіофікації і телефонізації, благоустрою вулиць селища.
Здобуття Україною незалежності дало змогу українському народу самому дбати не лише про економічний, а й про соціально-культурний розвиток держави, її складових — регіонів, населених пунктів. Разом з тим це не захищало від об'єктивних труднощів, суб'єктивних помилок, упущень. З 1989 і практично до кінця XX ст. в державі тривав спад виробництва, уповільнився соціально-культурний розвиток, що мало місце і в життєдіяльності нашого району, райцентру. І лише після цього стали помітніші поліпшення, особливо відчутні вони в останні два роки, коли вдалося добитись стабілізації в господарському комплексі району, нарощування обсягів виробництва продукції, робіт, послуг, залучення ефективних власників та зростання заробітної плати працюючим, зменшення заборгованості по зарплаті, відкриття нових робочих місць, збільшення надходження коштів до районного бюджету, інвестицій, поліпшення соціального захисту населення, від чого залежить добробут людей, належне функціонування закладів бюджетної сфери. При цьому було забезпечено стабілізацію суспільно-політичної обстановки району. Значна увага в районі приділяється ефективному використанню кадрового потенціалу, роботі з кадрами, посиленню виконавської дисципліни та заохочення їх ініціативної, сумлінної, якісної і ефективної в умовах становлення ринкової економіки роботи.

## Адміністративний устрій
Район адміністративно-територіальний поділяється на 1 селищну раду та 17 сільських рад, які об'єднують 47 населених пунктів та підпорядковані Тростянецькій районній раді. Адміністративний центр — смт Тростянець.
|           |
| структура |

|           |
| структура |

## Економіка
Харчова галузь представлена 6 підприємствами: ВАТ «Тростянецький м'ясокомбінат», ДП «Тростянецький спиртовий завод», АТЗТ «Тростянецький молочний завод», ЗАТ «Капустянський цукор», ТОВ Агрофірма «Ободівський цукор». ТОВ «Тростянецький міжгосподарський комбікормовий завод», які виробляють м'ясо і субпродукти І категорії, ковбасні вироби, цукор-пісок, спирт ректифікований, цільномолочну продукцію, масло тваринне, казеїн.
ВАТ «Тростянецьке РП „Агромаш“» проводить ремонт сільськогосподарської техніки.
Будівельних організацій — 3 (ЗАТ «Ободівка-газ», філія «Тростянецький райавтодор», МШБПМК-51).

### Сільське господарство
Питома вага агроформувань у загальному обсягу виробництва становить 52,1 відсоток, господарств населення 47,9 відсотків. Вирощуються зернові культури, цукровий буряк, соняшник, енергетичні культури соя та ріпак. Врожайність зернових — 36 ц/га, цукрових буряків — 310 ц/га, Насіння соняшника — 21 ц/га.
Племінних форм по розведенню племінного молодняка ВРХ порід української червоно-рябої, української чорно-рябої, симентальської — 7; свиней порід великої білої, української м'ясної та червоно-поясної — 4.
Найкращі сільгосппідприємства району — СТОВ «Колос» с. Капустяни та ДП ДГ «Олександрівське», АКПП «Україна», АПКК «Перемога». За радянських часів урожаї в районі були найвищими не лише в Україні, а і в Союзі[джерело?].

### Транспорт і комунікації
Залізничні станції Тростянець-Подільський, Демківка, Ладижин. Експлуатаційна довжина залізничних колій — 44,1 км. Автомобільних доріг — 286,4 км, в тому числі доріг з твердим покриттям — 267,5 км. Автошляхи: Т 0202, Т 0222 та Т 0224.
Автостанція знаходиться у місті Тростянець по вулиці Соборній. Станом на 2022 рік виконується сполучення з Києвом, Вінницею, Одесою, Бершаддю, Піщанкою, Ольгополем, Чечельником, 
Газифіковано населених пунктів — 25
Електрозв'язок: 22 сільських і 1 районна АТС, базові станції мобільного зв'язку «UMC» та «Київстар». Кількість абонентів АТС району — 4838 чол. В районі діє ефірне радіомовлення на базі КП «Тростянецьке районне радіомовлення». Тираж районної газети «Тростянецькі вісті» — 3200

## Соціальна сфера

### Освіта
- Верхівській коледж, Вінницького Національного Аграрного Університету
- загальноосвітніх навчальних закладів — 24, в тому числі НВК «СЗШ І-ІІІ ступенів № 1-гімназія» смт. Тростянець
- Ободівська допоміжна школа-інтернат
- Кількість дошкільних закладів — 23
- Кількість шкільних бібліотек — 26, Бібліотечний фонд — 245016
- дитячих музичних шкіл — 2

### Охорона здоров'я
- Тростянецька центральна районна лікарня та Ободівська номерна районна лікарня.
- Лікарських амбулаторій сімейної медицини — 5

Забезпеченість лікарняними ліжками у розрахунку на 10 тис. населення — 55,2. Забезпеченість лікарями на 10 тис. населення — 25,8 чол. Кількість аптек — 15

### Культура
У Тростянецькому районі Вінницької області під охороною держави розташовано 10 пам'яток архітектури і містобудування, з них 4 — національного значення.
На території району розташовано 24 пам'ятки археології, 66 — історії, 2 — архітектури, 2 — культури. До пам'яток історії та архітектури відноситься центральна садиба та палац Сабанських, які збудовані в 1899 році в с. Верхівка з парком площею 20 га з рідкісних порід дерев. В с. Нова Ободівка відкрито пам'ятник всесвітньо відомому художнику, нашому земляку Олексі Новаківському. В с. Четвертинівка працює музей-комплекс «Батозька битва». Шанувальникам поезії російського поета О. С. Пушкіна буде цікаво дізнатись, що по дорозі з Тульчина в Ободівку через Тростянець у гості до пана Сабанського в його геніальній голові народились чарівні рядки вірша, присвяченого не менш чарівній доньці пана Кароліні: «Я рожден, чтобы любить: И следовать за Вами …»
У населених пунктах району є 25 пам'ятників і меморіальних комплексів загиблим у Великій Вітчизняній війні 1941—1945 років воїнам, Меморіал пам'яті в смт Тростянець зі стелами загиблим в роки Жовтневої революції, громадянської і Великої Вітчизняної війни, при виконанні інтернаціонального обов'язку, жертвам політичних репресій і голодоморів. Пам'ятник Невідомому солдату в с. Верхівка зі стелами загиблим в роки Великої Вітчизняної війни. Пам'ятники жертвам голодомору є також в селах Ободівка, Олександрівка. В с. Цибулівка розташований меморіальний комплекс Пам'яті євреїв, депортованих фашистами з м. Сирета, що на Буковині, які загинули від рук гітлерівських загарбників в 1941 році в місцевому гетто.

## Політика
25 травня 2014 року відбулися Президентські вибори України. У межах Тростянецького району було створено 36 виборчих дільниць. Явка на виборах складала — 67,94 % (проголосували 19 398 із 28 552 виборців). Найбільшу кількість голосів отримав Петро Порошенко — 61,75 % (11 978 виборців); Юлія Тимошенко — 20,25 % (3 928 виборців), Олег Ляшко — 7,02 % (1 362 виборців), Анатолій Гриценко — 3,95 % (767 виборців). Решта кандидатів набрали меншу кількість голосів. Кількість недійсних або зіпсованих бюлетенів — 0,90 %.

## Знамениті події
На Петра і Павла — 12 липня 1914 року в селі Тростянчик відбулося знамените весілля. В садибі місцевого священника Петра Длугопольського старша дочка Ніна, студентка Київського інституту благородних дівиць, брала шлюбі зі студентом Київського університету Святого Володимира Михайлом Драй-Хмарою (згодом відомий український поет, літературознавець, перекладач, поліглот, який володів 19-ма іноземними мовами). Він — один із п'яти  «неокласиків», кращих літераторів двадцятих років минулого століття, до плеяди яких входили Максим Рильський, Микола Зеров, Павло Филипович, Юрій Клен і Михайло Драй-Хмара.
В якості високого гостя на весілля прибув відомий український композитор Микола Дмитрович Леонтович, який свого часу був викладечем в Тульчинському єпархіальному училище, де навчалася наречена. З ним приїхав згодом відомий композитор, теоретик української музичної культури Микола Олексійович Грінченко. В ролі дружби, боярина на торжестві був й відомий український поет Павло Филипович.
Про історію з весіллям у Тростянчику і долю людей, які в ньому брали участь розповідається в публіцистичній статті письменника  Олександра Горобця «На весліллу у Драй-Хмари в Тростянчику», яка опублікована в «Посилані» на сайті Тростянецького району у Вікіпедії.

## Виноски
1. ↑  Постанова Верховної Ради України від 17 липня 2020 року № 807-IX «Про утворення та ліквідацію районів»
2. ↑  Про утворення та ліквідацію районів. Офіційний вебпортал парламенту України (укр.). Архів оригіналу за 21 липня 2020. Процитовано 8 грудня 2020.
3. ↑  Постанова Ради Міністрів Української РСР «Про створення заказників, ботанічного саду та дендрологічного парку загальнодержавного значення» від 13.02.1989 № 53
4. ↑  http://www.licasoft.com.ua/index.php/component/lica/?href=0&view=text&base=1&id=1197174&menu=1%5Bнедоступне+посилання+з+липня+2019%5D
5. ↑  Адміністративно-територіальний устрій Тростянецького району на сайті Верховної Ради України
6. ↑  ПроКом, ТОВ НВП. Центральна виборча комісія - ІАС "Вибори Президента України". www.cvk.gov.ua. Процитовано 26 березня 2016.